# 徐夢莘
徐夢莘（1126年—1207年9月14日），字商老，江西清江人，南宋官员。

## 生平
父亲徐世亨，累赠通议大夫；母親楊氏贈碩人。生於靖康之難，四歲時隨其母逃難。幼年聪颖，“耽嗜经史，下至稗官小说，寓目成诵。”，紹興二十四年（1154年）進士，授左迪功郎、洪州新建县尉，因父丧未赴任。调广西郁林州司户参军，又以因母喪歸里。乾道四年（1168年）歷任南安軍教授，由参政龚茂良之荐，改知湘陰縣令，主管廣南西路轉運司文字，因鹽法與广西安抚司幹官胡廷直不合，改知賓州，後两广行“客钞法”，“民苦无盐，复从官般法矣”。绍熙元年（1190年）以杨万里之荐出任荆湖北路安抚参议官。一生大部份時間在家著述，绍熙五年（1194年）六十九歲著成《三朝北盟會編》二百五十卷，朝廷擢直秘閣，再續作《北盟集補》五十卷。開禧三年八月二十一日（1207年9月14日）去世。有弟徐得之，徐天麟為其從子。